# La Tierra errante 2
La Tierra errante 2 es una película de acción, aventuras y ciencia ficción dirigida y coescrita por Frant Gwo y protagonizada por Wu Jing, Andy Lau y Zhang Fengyi. La película es una precuela de la película de 2019, La Tierra errante, que se basa en el cuento del mismo nombre de Liu Cixin, quien se desempeña como productor de la película.
Después del gran éxito de taquilla de The Wandering Earth, Gwo anunció una secuela el 20 de noviembre de 2019, antes de recibir luz verde el 21 de julio de 2021. La producción de la película comenzó oficialmente el 13 de octubre de 2021 y se estrenó el 22 de enero de 2023, el primer día de las vacaciones del Año Nuevo chino.

## Reparto
- Wu Jing
- Andy Lau
- Zhang Fengyi

## Producción
Después de que La Tierra errante se estrenó con un gran éxito comercial en enero de 2019, el director Frant Gwo anunció en los Premios Golden Rooster el 20 de noviembre del mismo año que se estaba preparando una secuela y que esta prestaría más atención a las emociones de los personajes y mejoraría los efectos visuales. Gwo también declaró que es posible que la producción no comenzaría hasta dentro de cuatro años. El 2 de diciembre de 2020, Gwo anunció en los Premios Golden Rooster 2020 que se había iniciado el plan de rodaje de la secuela y fijó la fecha de estreno para el 22 de enero de 2023, el primer día de las vacaciones del Año Nuevo chino. También se lanzó un póster teaser que presenta la frase “Goodbye Solar System” escrita en numerosos idiomas diferentes.
El 18 de junio de 2021, Andy Lau anunció durante una transmisión en vivo de la celebración del 33 aniversario de su club de fanes, Andy World Club, que protagonizará la película. El 21 de julio de 2021, se informó que la película fue aprobada por la Administración Nacional de Radio y Televisión y que la producción tendría lugar de octubre de 2021 a marzo de 2022 en Qingdao y Haikou Se confirmó que Wu Jing regresaría a la secuela a pesar de que su personaje fue asesinado en la película anterior. Además de las funciones de dirección, Gwo también coescribió el guion con el productor Gong Ge'er, mientras que la película sería financiada por la compañía de Gwo, Guo Fan Culture and Media y China Film Company.
La fotografía principal de The Wandering Earth 2 comenzó oficialmente el 13 de octubre de 2021 en Qingdao, donde se llevó a cabo una ceremonia de inicio de producción. Además de Lau y Wu, el actor Zhang Fengyi también estuvo presente y reveló su participación en la película.

## Estreno
The Wandering Earth 2 se estrenó en cines el 22 de enero de 2023, el primer día de las vacaciones del Año Nuevo chino.